# トークシャワー
『トークシャワー』は、1989年4月3日から1990年3月30日までフジテレビ系列で放送されたフジテレビ制作の朝の情報番組。当時のクロスネット局のうちテレビ長崎・テレビ大分・鹿児島テレビでは日本テレビの『ズームイン!!朝!』をネットしていたため未放送。

## 概要
月曜から金曜の朝7時 - 7時40分の放送。番組としては独立していたが、編成・営業の扱いとしてはその前の時間に放送していたニュース番組『FNNモーニングコール』の第2部（関西テレビでは『朝特急630』の全国ネット枠）という形であったため（即ち、オムニバス放送）、一部の地域では新聞のテレビ欄に番組名が掲載されていない場合もあった。また、オープニング時の提供ナレーションに関しても「この番組は…」ではなく「ここからの放送は…」となっていた。報道番組と情報番組を合体させた形では1994年4月1日開始の『めざましテレビ』が受け継いでいるほか、両番組とも「制作著作 フジテレビ」の文字は出していない（「めざましテレビ」初期は出していた）。
『FNNモーニングコール』からスポーツ・系列各局の中継などニュース以外の内容を全面移行させており、1989年夏からのSNG（サテライト・ニュース・ギャザリング）の導入を前に、系列局の生中継を前面に押し出し、毎日全国から3〜4箇所からと生中継を軸にした番組となった。総合司会は当時フジテレビアナウンサーで朝ワイド枠2度目の登板となる長野智子。長野のパートナーに松尾貴史。「FAXマン」として当時は珍しかった視聴者からのFAXを紹介する役目として参加した。
なお、それまで「キッチュ」の芸名で活動していた松尾だったが、キッチュという言葉がドイツ語で「まがいもの」という意味だったため、この情報番組の司会就任を機に、芸名を松尾貴史に改めた（由来や経緯は松尾の項を参照）。
半年後の同年9月29日、松尾が『森田一義アワー 笑っていいとも!』の火曜レギュラーに起用されたため番組を卒業。同年10月2日放送分からは松尾に代わり日替りコメンテーターが登場。女優の木野花、作家の長部日出雄、法政大学教授の稲増龍夫、作家の青島美幸らが登場。短期間ではあったが、国際政治学者の舛添要一も出演していた。主題歌は「なごり雪」で知られるイルカが歌う、伊勢正三が本番組のために書き下ろした「迎えに行く朝」。

## 出演者

### 総合司会
- 長野智子

### パーソナリティー
番組開始から1989年9月まで
- 松尾貴史

1989年10月から番組終了まで
- 木野花
- 長部日出雄
- 稲増龍夫
- 青島美幸
- 舛添要一 - 短期間の出演。(後の厚生労働大臣及び元の東京都知事)

### コーナー出演者
- 八木橋修
- 秋山登（当時テレビ神奈川野球解説者。『熱血！スポーツシャワー』担当）
- 土井淳（『熱血！スポーツシャワー』担当）

### 主なネット局 中継レポーター
- 遠藤みき（北海道文化放送）
- 加藤寿一（秋田テレビ）
- 岩本さつき（山形テレビ）※1993年まではFNN/FNS系列局
- 杉山奈美枝（仙台放送）
- 金井淳郎（福島テレビ）
- 田代尚子（フジテレビ）
- 小永井清美（テレビ静岡）
- 千枝奈々（長野放送）
- 片山あさの（富山テレビ）
- 太郎田真理（石川テレビ）
- 浅野通子（福井テレビ）
- 岡山玲子（東海テレビ）
- 伊藤みき、浅野みち子[2]（関西テレビ）※本番組を内包する「朝特急630」内の中継も担当。
- 多々納久美子（山陰中央テレビ）
- 三戸美佳（テレビ新広島）
- 吉村誠一郎[3]（テレビ西日本）
- 内田信子（サガテレビ）
- 荒木恒竹[4]（テレビ熊本）
- 髙橋巨典、塚田誉（テレビ宮崎）
- 阿佐慶涼子、中安章雄（沖縄テレビ）

## 主なコーナー
- ニュースシャワー - 番組初期は中継各局からのリレー形式でのローカルニュース。その後は前座番組「FNNモーニングコール」のキャスター・小林穂波と長野によるニュース解説コーナーになった。
- 熱血!スポーツシャワー
- FAXトーク - メインパーソナリティーの松尾が担当。松尾の降板後は日替りコメンテーターが担当。FAXが採用された視聴者にはキャスターの顔写真入りテレフォンカードが贈られた。また月に1度「FAX大賞」コーナーを設け、月間の優秀FAX投稿者にもプレゼントが贈られた。
- 朝から失礼!トークへテレフォン - 八木橋が担当。まだ携帯電話が珍しい時代に、ショルダーフォンを持って中継先で一般の人に声をかけ、家族や実家、友人などの家に電話をかけてもらう疑似テレビ電話コーナー。
- 曜日企画 - 1989年10月のコメンテーター導入によって登場。コメンテーター自らが取材する企画も放送された。

## スタッフ
- 構成：腰山一生[5]、山本宏章[6]
- 音楽：たかしまあきひこ